# La Liga 2005-06
La Liga 2005–06 var den 75. sæson oprettelsen af ligaen. Den fandt sted fra den 27. august 2005 til den 20. maj 2006. FC Barcelona vandt La Liga. Deportivo Alavés, Cádiz og Málaga rykkede med de tre laveste placeringer ned i Segunda División.

## Slutstillingen
| Pos | Hold                   | K  | V  | U  | T  | Mål+ | Mål- | +/- | Point |
| --- | ---------------------- | -- | -- | -- | -- | ---- | ---- | --- | ----- |
| 1   | Barcelona              | 38 | 25 | 7  | 6  | 80   | 35   | +45 | 82    |
| 2   | Real Madrid            | 38 | 20 | 10 | 8  | 70   | 40   | +30 | 70    |
| 3   | Valencia               | 38 | 19 | 12 | 7  | 58   | 33   | +25 | 69    |
| 4   | Osasuna 1              | 38 | 21 | 5  | 12 | 49   | 43   | +6  | 68    |
| 5   | Sevilla 1              | 38 | 20 | 8  | 10 | 54   | 39   | +15 | 68    |
| 6   | Celta de Vigo          | 38 | 20 | 4  | 14 | 45   | 33   | +12 | 64    |
| 7   | Villarreal             | 38 | 14 | 15 | 9  | 50   | 39   | +11 | 57    |
| 8   | Deportivo de La Coruña | 38 | 15 | 10 | 13 | 47   | 45   | +2  | 55    |
| 9   | Getafe                 | 38 | 15 | 9  | 14 | 54   | 49   | +5  | 54    |
| 10  | Atlético Madrid        | 38 | 13 | 13 | 12 | 45   | 37   | +8  | 52    |
| 11  | Zaragoza               | 38 | 10 | 16 | 12 | 46   | 51   | -5  | 46    |
| 12  | Athletic Bilbao        | 38 | 11 | 12 | 15 | 40   | 46   | -6  | 45    |
| 13  | Mallorca               | 38 | 10 | 13 | 15 | 37   | 51   | -14 | 43    |
| 14  | Betis                  | 38 | 10 | 12 | 16 | 34   | 51   | -17 | 42    |
| 15  | Espanyol               | 38 | 10 | 11 | 17 | 36   | 56   | -20 | 41    |
| 16  | Real Sociedad 2        | 38 | 11 | 7  | 20 | 48   | 65   | -17 | 40    |
| 17  | Racing de Santander 2  | 38 | 9  | 13 | 16 | 36   | 49   | -13 | 40    |
| 18  | Deportivo Alavés       | 38 | 9  | 12 | 17 | 35   | 54   | -19 | 39    |
| 19  | Cádiz                  | 38 | 8  | 12 | 18 | 36   | 52   | -16 | 36    |
| 20  | Málaga                 | 38 | 5  | 9  | 24 | 36   | 68   | -32 | 24    |

K = Kampe spillet; V = Vundne  kampe; U = Uafgjorte kampe ; T = Tabte kampe; Mål+ = Mål for; Mål- = Mål imod; +/- = Mål forskel; Point = Point

Regler for klassifikation: 1. point; 3. head-to-head; 3. mål difference; 4. mål scoret

|  | UEFA Champions League gruppespil    |
|  | UEFA Champions League kvalifikation |
|  | UEFA Cup 1. runde                   |
|  | UEFA Intertoto Cup                  |
|  | Nedrykning til Segunda División     |

1Osasuna og Sevilla er rangeret efter deres head-to-head record. I begge kampe vandt Osasuna:
Osasuna 1 – 0 Sevilla
Sevilla 0 – 1 Osasuna
2Real Sociedad og Racing de Santander er også rangeret efter deres head-to-head record. I deres to kampe mod hinanden har Real Sociedad 4 point og Racing Santander har 1 point:
Real Sociedad 1 – 0 Racing de Santander
Racing de Santander 2 – 2 Real Sociedad

## Topscorerlisten (El Pichichi)
| Spiller             | Mål | Hold            |
| ------------------- | --- | --------------- |
| Samuel Eto'o        | 26  | FC Barcelona    |
| David Villa         | 25  | Valencia        |
| Ronaldinho          | 17  | FC Barcelona    |
| Diego Milito        | 15  | Zaragoza        |
| Ronaldo             | 14  | Real Madrid     |
| Fernando Baiano     | 13  | Celta de Vigo   |
| Fernando Torres     | 13  | Atlético Madrid |
| Juan Román Riquelme | 12  | Villarreal CF   |
| Éwerthon            | 12  | Zaragoza        |

## Zamora trofæ
| Målmand               | Mål | Kampe | Gennemsnit | Hold                   |
| --------------------- | --- | ----- | ---------- | ---------------------- |
| José Manuel Pinto     | 28  | 37    | 0.76       | Celta de Vigo          |
| Santiago Cañizares    | 29  | 36    | 0.81       | Valencia CF            |
| Víctor Valdés         | 29  | 35    | 0.83       | FC Barcelona           |
| Leo Franco            | 31  | 34    | 0.91       | Atlético Madrid        |
| Iker Casillas         | 38  | 37    | 1.03       | Real Madrid            |
| Andrés Palop          | 37  | 36    | 1.03       | Sevilla FC             |
| Sebastián Viera       | 30  | 29    | 1.03       | Villarreal CF          |
| Toni Prats            | 36  | 31    | 1.16       | RCD Mallorca           |
| Ricardo               | 35  | 30    | 1.17       | Osasuna                |
| José Francisco Molina | 45  | 38    | 1.18       | Deportivo de La Coruña |